# 楊縣
楊縣，西漢置楊縣，屬河東郡。王莽改名有年亭，東漢仍為楊縣。晉仍名楊縣，屬平陽府，後廢。北魏初為平陽郡治，太和二十年(487年)復置楊縣，屬永安郡。東魏屬晉州。隋屬臨汾郡，義寧元年(617年)改名洪洞縣。